# Weigela
Weigela és un gènere d'arbusts de fulla caduca de la família de les Caprifoliàcies amb una desena de tàxons acceptats, dels gairebé 50 descrits. Totes les espècies són procedents de l'est d'Àsia (Japó, Xina, Corea i Manxúria).

## Descripció
Creixen una alçada entre 1-6 m. Les fulles, peciolades, mesuren 5–15 cm de longitud, són oblongues-ovoides amb un extrem punxegut, i amb les vores serrades. Les flors són de 2–4 cm de longitud, amb un calze de cinc lòbuls lliures fins a la meitat o gairebé fins a la base i una corol·la igualment penta-lobulada, blanca, rosa, o vermella, amb 5 estams poc o gens exserts i el pistil d'estil molt exsert amb l'estigma bilobulat. Són solitàries o s'organitzen en petits corimbes de 2-6. El fruit és una càpsula coriàcia llenyosa dehiscent que conté nombroses llavors.

## Taxonomia
El gènere va ser descrit per Carl Peter Thunberg i publicat a Kongl. Vetenskaps Academiens Nya Handlingar 1: 137, pl. 5. 1780[1781]. L'espècie tipus és: Weigela japonica Thunb.
Etimologia

Weigela: nom genèric amb què s'anomena l'espècie, en honor de Christian I. von Weigel (1748-1831), un professor de botànica alemany.
- Weigela decora (Nakai) Nakai

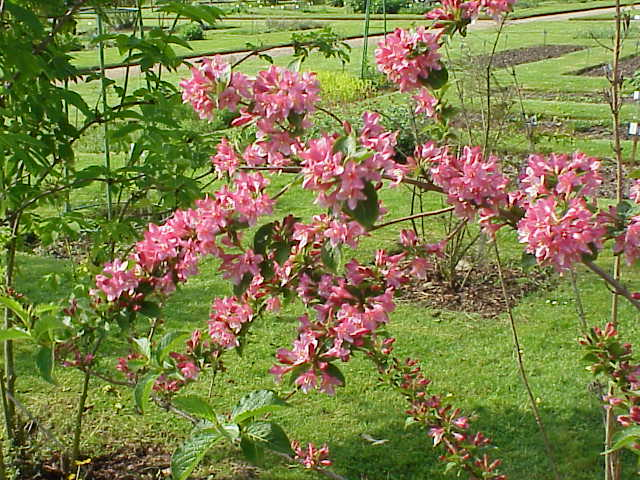
Weigela florida

- Weigela florida (Bunge) A.dc. = Weigela pauciflora A. DC.
- Weigela fujisanensis (Makino) Nakai
- Weigela grandiflora (Siebold i Zucc.) Fortune
- Weigela japonica Thunb.
- Weigela praecox (Lemoine) Bailey
- Weigela sanguínia (Nakai) Nakai[1]

## Cultiu
Algunes de les espècies de Weigela són molt populars com arbusts de jardí, si bé normalment es troben com a híbrids, pel creuament entre W.florida i altres espècies asiàtiques).